# Cheval Blanc
Cheval Blanc är en bergstopp i Schweiz. Den ligger i distriktet Aigle och kantonen Vaud, i den sydvästra delen av landet, 80 km söder om huvudstaden Bern. Toppen på Cheval Blanc är 2 323 meter över havet.